# Brembate
Brembate (lombardul: Brembàt) település Olaszországban, Lombardia régióban, Bergamo megyében. Lakosainak száma 8557 fő (2023. január 1.). Brembate Capriate San Gervasio községgel határos.

## Népesség
A település népességének változása:
| Lakosok száma | 8603 | 8551 | 8557 |
|               | 2017 | 2018 | 2023 |